# Freizeitlärm
Freizeitlärm entsteht durch Einrichtungen oder menschliche Verhaltensmuster in Ausübung von Aktivitäten in der Freizeit, also während der nicht erwerbsbezogenen Tätigkeit, unabhängig von der Tageszeit.
Probleme mit Freizeitlärm können durch den Einsatz von lauten Sportgeräten in Erholungsgebieten oder Wohngebieten entstehen. Insbesondere Sportflieger, Motorbootfahrer, Sportschützen sowie andere unter Umständen als lärmerzeugend wahrgenommene Freizeitbeschäftigungen (zum Beispiel Musik machen oder abspielen) stoßen häufig auf Widerstand der unmittelbar betroffenen Wohnbevölkerung.
Auch die Nachbarschaft zu Freibädern oder Spaßbädern, Tennisplätzen, Bolzplätzen, Abenteuerspielplätzen, oder auch zu Diskotheken, Biergärten, Straßencafés, Kart-Bahnen, Skateboard-Pipes usw. löst Konflikte aus, die nicht selten bei den Landratsämtern oder Verwaltungsgerichten gelöst werden müssen. Viele Bundesländer haben eine Freizeitlärmrichtlinie erlassen, die die maximal zulässige Lärmimmission regelt.
Die Anforderungen an die Errichtung und den Betrieb einer Sportanlage ist in der 18. Verordnung zur Durchführung des Bundes-Immissionsschutzgesetzes (BImSchG) (Sportanlagenlärmschutzverordnung – „18. BImSchV“) geregelt.
Sportlärm findet häufig zu Tageszeiten statt, in denen Lärm grundsätzlich nicht erwartet wird, z. B. am Feierabend oder an Sonn- und Feiertagen und in den Tagesrandzeiten (zwischen Feierabend und Nachtdämmerung).
Zermürbend und schwer gesundheitsgefährdend kann Freizeitlärm dann werden, wenn man ihm nicht entweichen kann. Beispiel: Wohnhaus neben einer Freibadanlage.
Hier wirken an allen sonnigen Tagen, an denen der Wohnhausbesitzer seinen Garten zu seiner eigenen Erholung nutzen möchte, langfristige Dauerschallpegel im gesundheitsgefährdenden Bereich, 70 bis 80 dB(A), permanent über ca. 12 Stunden täglich auf den Wohnhauseigentümer oder Mieter ein.
Eine besondere Form des Freizeitlärms stellt die Lärmbelastung durch Motorradfahrer dar, wie sie gerade in Naherholungsgebieten rund um Großstädte entsteht. Motorräder werden hier besonders an Wochenenden bei gutem Wetter auf landschaftlichen Strecken als Sportgeräte benutzt – und belasten gerade an Beschleunigungsstrecken die Anwohner weiträumig. Gängige Messverfahren sind für Motorräder unzulänglich, weil die Lärmentwicklung erheblich vom Fahrverhalten abhängt. Ein Motorrad im Vollgasbereich kann als ebenso laut empfunden werden wie 1000 Motorräder im Leerlauf. Bei Autos ist diese Spanne weitaus geringer. Zudem sind im Zubehörhandel viele Rennauspuffe erhältlich, die die Krafträder noch lauter machen. Beispiel: Die Polizei Steinfurt hat im August 2006 ein Motorrad nach einer Schallpegelmessung von 108 dB (A) aus dem Verkehr gezogen.
Seit 2016 gilt für neu zugelassene Motorrad-Modelle eine neue Gesetzeslage, nach der ein um 2–3 dB geringerer Lärm-Grenzwert eingehalten werden muss. Die Messung dieses Grenzwertes erfolgt jedoch nach wie vor in einem Geschwindigkeits-Bereich bis 80 km/h, der von der Polizei vor Ort kaum geprüft werden kann. Nicht zuletzt besteht keine Pflicht, bei der Beantragung der EU-Typgenehmigung die tatsächlichen Prüfungen durchzuführen. Eine schriftliche Versicherung über die Einhaltung der Norm genügt.
Die Nutzung von Klappen im Auspuff, die sich während der Fahrt öffnen, zur bewussten Steigerung des Lärms, ist bei neue zugelassenen Motorrad-Typen nicht mehr erlaubt, der Einbau jedoch nach wie vor legal, genauso wie Auspuff-Töpfe aus dem Zubehörmarkt, für die neue Grenzwerte erst ab 2020 gelten. Zudem genießen bereits zugelassene Motorrad-Typen und -Auspuffanlagen Bestands-Schutz. Der im Bereich Motorrad-Lärm engagierte BUND sieht deshalb wenig Aussicht auf absehbare Entlastung der betroffenen Anwohner.
Im Schwarzwald hat man gute Erfahrungen mit einer Anzeige der Lautstärke vorbeifahrender Fahrzeuge gemacht. Die Anzahl lauter Motorräder konnte dadurch um 50 % reduziert werden.
In Deutschland ermöglichen sowohl das Privatrecht (siehe § 906) als auch das öffentliche Recht (u. a. BImSchG) dem Lärmgeschädigten eine Abwehr gegen die Belästigungen durch Freizeitlärm. So hat das Verwaltungsgericht Göttingen mit Urteil vom 23. Februar 2005 entschieden, dass ein Anwohner bei nachgewiesenen Überschreitungen der höchstzulässigen Immissionsrichtwerte einen Anspruch darauf hat, dass in Sondernutzungserlaubnissen Auflagen aufgenommen werden, die seinen Lärmschutz vor und während einer Veranstaltung gewährleisten. Das Gericht stellte fest, dass die Klägerin durch gravierende Lärmbelästigungen schwerwiegend und nachhaltig gesundheitlich beeinträchtigt und geschädigt worden ist (AZ: 1 A 1214/02, Vorbeugender Lärmschutz gegen Veranstaltungen).